# ای‌ای‌دبلیو فول گیر
ای‌ای‌دبلیو فول گیر (به انگلیسی: AEW Full Gear) یک رویداد غیر رایگان (Pay-Per-View) کشتی حرفه‌ای می‌باشد که توسط کمپانی اول الیت رسلینگ(اِی‌ای‌دبلیو) تهیه می‌شود. این رویداد در ۹ نوامبر ۲۰۱۹ در مجموعه ورزشی رویال فارمز ارینا شهر بالتیمور ،مریلند برگزار خواهد شد.

## نتایج
| #                                                                                                 | نتایج | نوع مسابقه | مدت زمان |
| ------------------------------------------------------------------------------------------------- | --- | --- | -------- |
| ۱پ                                                                                                | بریت بیکر پیروز مقابل بی پریستلی | مسابقه تک نفره | 11:35    |
| ۲                                                                                                 | مغرور و قدرتمند (سانتانا و اورتیز) پیروز مقابل مت جکسون و نیک جکسون)                                                                               | مسابقه تگ تیم | 21:00    |
| ۳                                                                                                 | آدام پیج پیروز مقابل پَک | | 18:30    |
| ۴                                                                                                 | شاون اسپیرز (با همراهی تولی بلنچارد) پیروز مقابل جویی جانلا                                                                                        | مسابقه تک نفره | 11:45    |
| ۵                                                                                                 | سوکال آنسنسورد (فرانکلی قازاریان و اسکورپیون اسکای(c) مقابل د لوچا برادرز (پنتاگون جی‌آر. و ری فینیکس) مقابل پرایوِت پارتی (آیزایاه کسیدی و مارک کِن) | مسابقه تگ تیم سه‌جانبه برای قهرمانیکمربندهای تگ تیم جهان ای‌ای‌دبلیو                                                     | 13:00    |
| ۶                                                                                                 | ریهو (c) پیروز مقابل امی ساکورا | مسابقه تک نفره برای قهرمانی کمربند ای‌ای‌دبلیو زنان جهان                                                                | 13:20    |
| ۷                                                                                                 | کریس جریکو (c) (با همراهی جیک هیگر) پیروز مقابل کودی (با همراهی اِم‌جِی‌اِف با تسلیم فنی                                                                | مسابقه تک نفره برای قهرمانی کمربند ای‌ای‌دبلیو جهان چون کودی باخت، هرگز نخواهد توانست دوباره برای این کمربند مسابقه دهد | 29:35    |
| ۸                                                                                                 | جان ماکسلی پیروز مقابل کنی امگا | مسابقه آن-سنکشند لایتس اَوت                                                                                            | 38:45    |
| - (c) – نشان‌دهنده قهرمان(هایی) است که به میدان می‌روند - پ – نشان‌دهنده این است که مسابقه در پری–شو | | |          |

1. ↑  زمانی که کودی در دام سابمیشن جریکو بود، شخص همراه کودی یعنی اِم‌جِی‌اِف که در کنار رینگ بود، با انداختن هوله درون رینگ به معنی تسلیم، باعث پیروزی جریکو شد.